# Hahn-Banachs sats
Inom funktionalanalys, en gren av matematiken, är Hahn-Banachs sats ett ofta använt resultat. Satsen är uppkallad efter Stefan Banach och Hans Hahn.

## Formulering
Låt f vara en linjär funktional vars definitionsmängd är ett underrum M till ett komplext vektorrum X och låt p vara en semi-norm vars definitionsmängd är vektorrummet X. Om funktionalen är begränsad av semi-normen på underrummet,
{\displaystyle \vert f(x)\vert \leq p(x),\quad x\in M}
så kan funktionalen utvidgas till en linjär funktional, F,  vars definitionsmängd är X, och som är begränsad av semi-normen:
{\displaystyle \vert F(x)\vert \leq p(x),\quad x\in X\quad och\quad F(x)=f(x),\quad x\in M.}
Beviset av Hahn-Banachs sats är icke-konstruktivt, då det utnyttjar Zorns lemma. Det går emellertid att undvika Zorns lemma för vissa typer av vektorrum, exempelvis då det är ett så kallat Hilbertrum; det är Riesz representationssats som åstadkommer detta. Enligt denna är varje begränsad linjär funktional på ett Hilbertrum detsamma som en inre produkt med avseende på ett till funktionalen associerat element i Hilbertrummet.